# آیر (ماساچوست)
آیر(به انگلیسی: Ayer) شهرکی در شهرستان میدلسکس ایالت ماساچوست می‌باشد که در سال ۱۸۷۱ بنیان‌گذاری شده‌است. این شهرک در سرشماری سال ۲۰۱۰ میلادی، ۷٬۴۲۷ نفر جمعیت داشته‌است.